# 蘇格蘭
蘇格蘭（英語、低地蘇格蘭語：Scotland，英語：/ˈskɒt.lənd/），又稱為阿尔巴（發音：[ˈal̪ˠapə] ⓘ），為英國的構成國之一，位於大不列顛島北部，英格兰之北，被大西洋環繞包圍，東部濱臨北海，西南濱臨北海海峽和愛爾蘭海，由約790多個島嶼組成。以格子花紋、風笛音樂、畜牧業與威士忌而聞名。雖然外交、軍事、金融、總體經濟政策等事務上受英國政府及英國國會管轄，但蘇格蘭對於內部的立法、行政上，擁有高度自治，在英國内規模僅次於英格蘭。

## 历史
歷史上，蘇格蘭的文字記載大多源自古羅馬佔據大不列顛島時期的紀錄。當時，英格蘭和威爾斯是羅馬帝國的一省份，稱為不列顛尼亞。不列顛尼亞之北（也就是現今蘇格蘭的部分）被稱為加勒多尼亞，不被古羅馬所管轄，是皮克特人居住的地區。
公元5世紀，愛爾蘭北部的蓋爾人（凱爾特人的一支）移居蘇格蘭，曾在阿蓋爾-比特地區建立達爾里阿達王國。此後向東擴張到阿瑟爾森林和厄恩河谷，向北擴張到埃爾金地區。843年達爾里阿達國王麥卡爾平兼任皮克特王國的國王，建立阿爾巴王國，王號為肯尼思一世。此後，蘇格蘭王國歷經亞爾賓王朝、鄧凱爾德王朝、莫瑞王朝、斯韋爾王朝、巴里奥王朝、英格蘭佔領、布魯斯王朝以及斯圖亞特王朝統治，至1707年與英格蘭王國合併成為大不列顛王國後不復存在。
2014年9月18日，蘇格蘭就是否脫離大不列顛及北愛爾蘭聯合王國舉行的公投被否決。
但2016年6月23日英國去留歐盟公投結果決定脫離歐盟，這嚴重衝擊蘇格蘭的利益，獨立聲浪因而再起。加上COVID-19疫情的影響後，獨立勢頭甚至過半。

## 政治

### 议会
蘇格蘭與英格蘭的結合，起始於1603年，當時原本的蘇格蘭國王詹姆士六世繼位成為英格蘭國王，世稱英格蘭的詹姆士一世，並且將原本屬於他名下的蘇格蘭王國與英格蘭合併成為共主邦聯。
1707年5月1日，聯合法案通過，蘇格蘭正式與英格蘭合併為一個國家，成為大不列顛王國，而合併前原本的蘇格蘭國會於3月26日時解散，與英格蘭議會合併為單一的「大不列顛國會」。蘇格蘭地區的管理工作全都移交到位於倫敦西敏市的單一國會來執行，該地的權益則透過國會裡部分席次由蘇格蘭人擔當來實行，只保留一些立法方面的相關機構分開處理。然而，並不是所有蘇格蘭民眾都能接受這樣的安排方式，例如蘇格蘭議會內的第一大黨蘇格蘭民族黨長久以來就一直將苏格兰脫離英国管轄作為該黨的基本政策主張。
1998年，時任首相布萊爾領導的工黨政府根據1997年時通過的公民投票決議，公佈了蘇格蘭法案（Scotland Act 1998），確定恢復消失了接近三百年的蘇格蘭議會。新的蘇格蘭議會將會擁有大部分地方事務的治理權，再加上局部稅率調整空間，議會新址選擇在蘇格蘭首府、也是過去蘇格蘭王國的首都愛丁堡市區內的聖魯德（Holyrood），全新的蘇格蘭議會大樓是由出身加泰隆尼亞的已故建築師恩里克·米拉列斯所設計，已於2004年9月時正式啟用，其前衛的造型在古色古香的愛丁堡舊城中是一大異數，也因此獲得褒貶不一的評價。
蘇格蘭议会成立后，工黨在蘇格蘭一直與自民黨組成聯合政府維持執政地位，直至2007年，工黨以一席之差，敗予主張脫離英國獨立的蘇格蘭民族黨。由於蘇格蘭民族黨未能贏得多數，只能籌組少數派政府。直至2011年議會選舉，該黨取得大勝，首次成功取得議會的控制權。
在同性婚姻議題上，蘇格蘭议会於2014年2月5日表決通過同婚合法化，為全球第17個通過此項法案的國家或地區。
2014年9月18日，经英國首相大衛·卡麥隆首肯後，苏格兰独立公投舉行。題目為「蘇格蘭是否應該成為一個獨立的國家？」，該次獨立公投最終以支持提案者45%、反對提案者55%的結果被否決。
不料英國隨後于2016年脫離歐盟，情勢急轉直下，在英國脫歐的背景下，在2019年12月聯合王國國會大選後，蘇格蘭民族黨奪得高於預期的席次。蘇格蘭首席大臣妮古拉·斯特金表示將提出二次蘇格蘭獨立公投，惟首相鮑里斯·約翰遜已明言，短時間內不會允許再舉辦公投。
2021年5月的蘇格蘭議會選舉，蘇格蘭民族黨在129個議席中取得64席，加上同樣支持獨立的綠黨，獨立派在蘇格蘭議會成為大多數。斯特金表示有意在2019冠状病毒病疫情過後，於2023年底再次舉行獨立公投。 「華盛頓郵報」指出，2014年時的獨立公投以45%對55%落敗，但蘇格蘭民族黨認為2016年英國脫歐公投通過後，情勢已出現重大變化，因此想再推二次公投；2016年公投時，蘇格蘭有62%的選民投票反對脫歐。

### 元首
蘇格蘭的國家元首是現任的英國国王查尔斯三世。

## 經濟

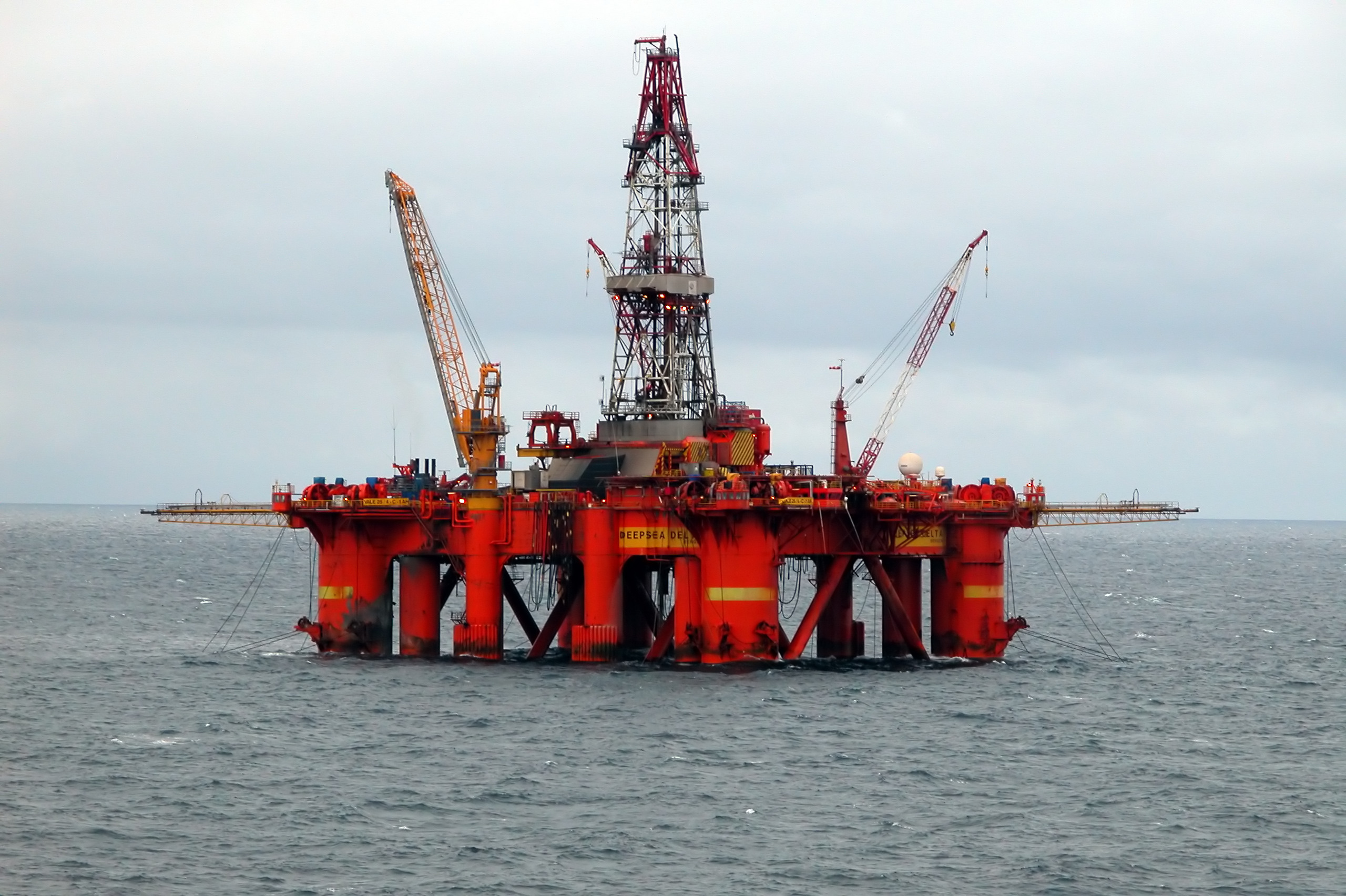
一座位於北海的鑽機

### 貨幣
蘇格蘭地區使用英格蘭銀行發行的英鎊，但是蘇格蘭三家銀行——蘇格蘭皇家銀行、蘇格蘭銀行及克萊德茲代爾銀行也有發行各自的貨幣，這些銀行發行的英鎊貨幣在英格蘭部分地區尚可使用，但海外绝大多數地區不接受換匯。

## 地理及自然史

蘇格蘭地形圖

苏格兰位於大不列顛島北部，南邊為英格蘭，北、東、西三面濱臨大西洋、北海和愛爾蘭海。西岸高峻曲折，多峽灣；東岸沿海分布有平原。周遭有、奧克尼、三個群島以及馬爾島、艾拉島與阿倫島等島嶼。海岸線總長3,700公里，面積78,772平方公里。
蘇格蘭全境多高地，尤其以北部為主，這塊區域又稱作蘇格蘭高地，冰河切鑿的地形崎嶇嚴寒，是歐洲人口最少的地方，北部高地海拔在600至1,000米之間。格蘭扁山脈的本尼維斯山海拔1,343米，為英國最高峰。山間多小型構造湖。南部高地面積較小，海拔一般不超過600米，河谷區有局部平原。
而南部的中央低地為一裂谷，形成克萊德河、泰河等河谷地，南北寬約50公里，土壤肥沃，煤鐵豐富，為蘇格蘭大部分人口和城鎮集中區。氣候溫濕，1月平均氣溫4℃左右，7月14℃左右。東海岸年降水量約600毫米，西海岸可達1,500～2,000毫米，秋季常有暴風雨或暴風雪。

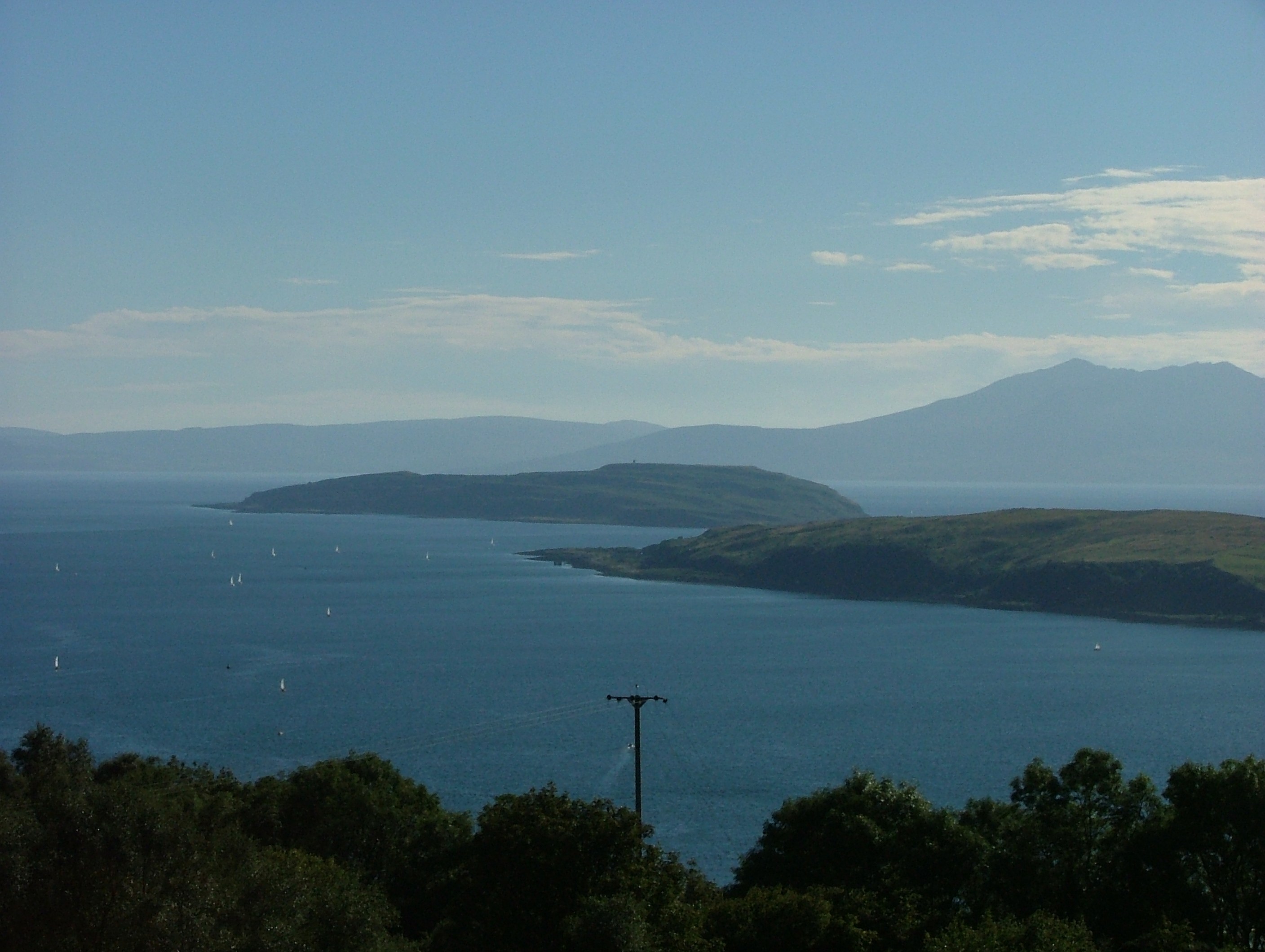
小坎佈雷島與阿倫島。
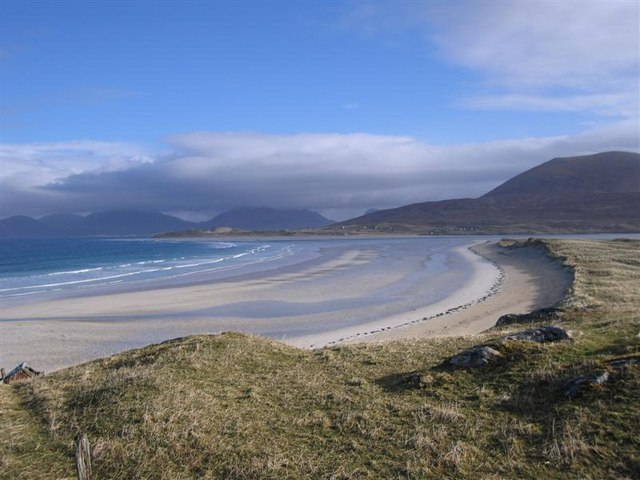
哈里斯島的一處海灘。
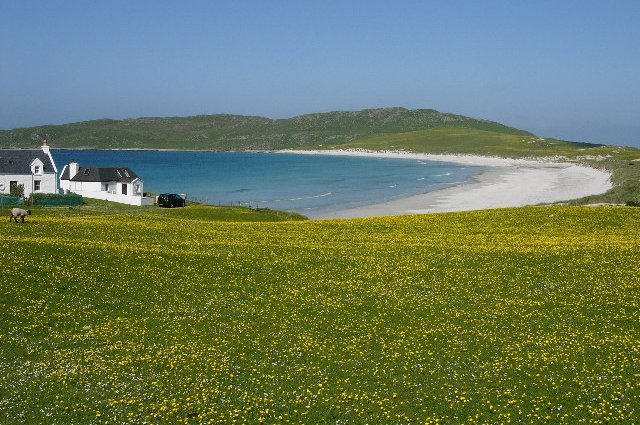
泰里島是蘇格蘭日光資源豐富的地區之一。

## 行政區劃
今日的蘇格蘭行政區劃，全境含周遭離島共被分為32個統一管理區，於1996年4月1日起開始使用。但是，有不少蘇格蘭人還是習慣原本分為33個區(Region)的舊分法，蘇格蘭的「區」在性質上因為與英格蘭及威爾斯的「郡」(County)性質接近，因此常常被誤稱為郡，「區」的底下還有第二級的次區劃「次區」(District)，這套分法是自1975年5月16日起啟用。1996年的行政區重劃除了在分區數量上有小小的不同外，最關鍵的一點在於將原本的「區」「次區」兩級制簡化為一級制。
在此之前，蘇格蘭的次區劃的確稱為郡（Administrative County，行政郡，自1889年時啟用），而在1889年之前，原本都是使用起源於中古時代的市(City)，自治市（Burgh，相當於英格蘭的Borough），與牧區(Parish)這類舊行政區劃。
32個統一管理區包括了：
1. 因弗克萊德郡
2. 倫弗魯郡
3. 西鄧巴頓郡
4. 東鄧巴頓郡
5. 格拉斯哥市
6. 東倫弗魯郡
7. 北拉納克郡
8. 福爾柯克
9. 西洛錫安郡
10. 愛丁堡
11. 中洛錫安郡
12. 東洛錫安郡
13. 克拉克曼南郡
14. 法夫市
15. 鄧迪市
16. 安格斯
17. 亞伯丁郡
18. 亞伯丁市
19. 莫瑞
20. 高地
21. 埃利安錫爾
22. 阿蓋爾-比特
23. 珀斯-金羅斯
24. 斯特靈
25. 北艾爾郡
26. 東艾爾郡
27. 南艾爾郡
28. 丹弗裡斯-加洛韋
29. 南拉納克郡
30. 蘇格蘭邊區
31. 奧克尼群島（同下；北方離島，圖中右上角）
32. 設德蘭群島

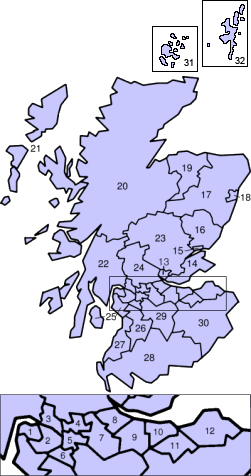
蘇格蘭行政區劃圖

註：1975年實行的9個行政區（相當於“郡”）及3個島區分別為：
高地區，格蘭扁區，泰賽德區，法夫/快富區，中央區，斯特拉斯克萊德區，洛錫安區，博德斯區，鄧弗裡斯-加洛韋區，奧克尼（島區），設德蘭（島區），西部群島（島區）

## 主要城市
蘇格蘭境內有六個指定市（Designated City），依照人口規模大至小，依序為：
- 格拉斯哥：蘇格蘭第一大港與第一大商業中心，並且是大格拉斯哥區域的中心城市[21]。
- 愛丁堡：首府，是歷史上的蘇格蘭王國首都與文化古都，同時也是歐洲較大的金融中心之一[22]。在18世紀，愛丁堡成爲蘇格蘭啟蒙運動的中心，同時也是在這個時候，蘇格蘭成爲了歐洲集工業，商業的優勢地區之一。
- 亞伯丁：東北方濱北海海岸的大港，北海原油開採的基地，因此有「歐洲的石油首都」之稱[23]。
- ：東海岸的文化古城，建城歷史超過800年，是蘇格蘭可以獨立自成一個行政區的都市裡面最小的一個。
- ：號稱是「英國北极的城市」。
- 斯特靈：位於蘇格蘭正中位置的古老要塞城市，曾經是蘇格蘭王國的首都。

| 蘇格蘭最大城市排名 Scotland's Census 2011 | 蘇格蘭最大城市排名 Scotland's Census 2011 | 蘇格蘭最大城市排名 Scotland's Census 2011 | 蘇格蘭最大城市排名 Scotland's Census 2011 | 蘇格蘭最大城市排名 Scotland's Census 2011 | 蘇格蘭最大城市排名 Scotland's Census 2011 | 蘇格蘭最大城市排名 Scotland's Census 2011 | 蘇格蘭最大城市排名 Scotland's Census 2011 | 蘇格蘭最大城市排名 Scotland's Census 2011 | 蘇格蘭最大城市排名 Scotland's Census 2011 |
|                                           | 排名                                      | 名称                                      | 議會區                                    | 人口                                      | 排名                                      | 名称                                      | 議會區                                    | 人口                                      |                                           |
| ----------------------------------------- | ----------------------------------------- | ----------------------------------------- | ----------------------------------------- | ----------------------------------------- | ----------------------------------------- | ----------------------------------------- | ----------------------------------------- | ----------------------------------------- | ----------------------------------------- |
| 格拉斯哥 愛丁堡                           | 1                                         | 格拉斯哥                                  | 格拉斯哥市                                | 590,507                                   | 11                                        | 鄧弗姆林                                  | 鄧弗姆林市                                | 49,706                                    | 亞伯丁 丹迪                               |
| 格拉斯哥 愛丁堡                           | 2                                         | 愛丁堡                                    | 愛丁堡市                                  | 459,366                                   | 12                                        | 印威內斯                                  | 高地                                      | 48,201                                    | 亞伯丁 丹迪                               |
| 格拉斯哥 愛丁堡                           | 3                                         | 亞伯丁                                    | 亞伯丁市                                  | 195,021                                   | 13                                        | 伯斯                                      | 伯斯-金羅斯                               | 46,970                                    | 亞伯丁 丹迪                               |
| 格拉斯哥 愛丁堡                           | 4                                         | 丹迪                                      | 丹迪市                                    | 147,285                                   | 14                                        | 艾爾                                      | 南艾爾郡                                  | 46,849                                    | 亞伯丁 丹迪                               |
| 格拉斯哥 愛丁堡                           | 5                                         | 佩斯利                                    | 倫弗魯郡                                  | 78,834                                    | 15                                        | 基爾馬諾克                                | 東艾爾郡                                  | 46,159                                    | 亞伯丁 丹迪                               |
| 格拉斯哥 愛丁堡                           | 6                                         | 東基爾布萊德                              | 南拉奈克郡                                | 74,395                                    | 16                                        | 格里諾克                                  | 因弗克萊德                                | 44,248                                    | 亞伯丁 丹迪                               |
| 格拉斯哥 愛丁堡                           | 7                                         | 利文斯通                                  | 西洛錫安                                  | 56,269                                    | 17                                        | 科特布里奇                                | 北拉奈                                    | 43,841                                    | 亞伯丁 丹迪                               |
| 格拉斯哥 愛丁堡                           | 8                                         | 漢密爾頓                                  | 南拉奈克郡                                | 53,188                                    | 18                                        | 格倫羅西斯                                | 法夫                                      | 39,277                                    | 亞伯丁 丹迪                               |
| 格拉斯哥 愛丁堡                           | 9                                         | 坎伯諾爾德                                | 北拉奈                                    | 52,270                                    | 19                                        | 埃爾德里                                  | 北拉奈克                                  | 37,132                                    | 亞伯丁 丹迪                               |
| 格拉斯哥 愛丁堡                           | 10                                        | 柯科迪                                    | 法夫                                      | 49,709                                    | 20                                        | 史特靈                                    | 史特靈                                    | 36,142                                    | 亞伯丁 丹迪                               |

## 文化

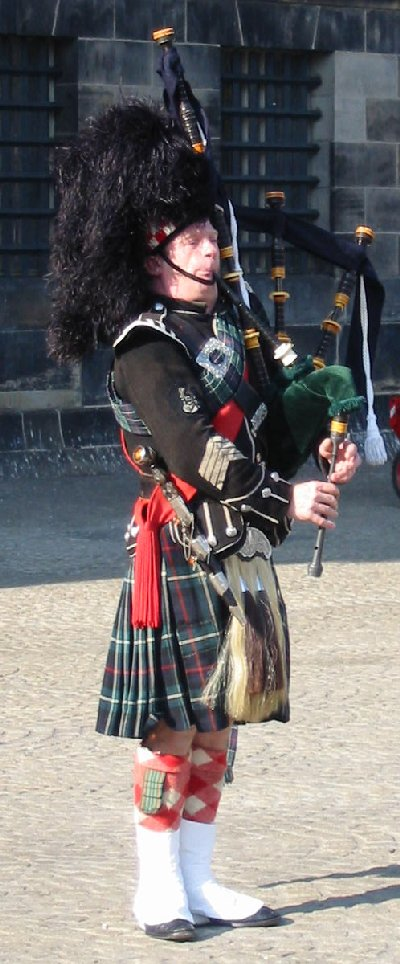
蘇格蘭高地風笛

## 名人
- 亞當·斯密 - 經濟學家
- 大衛·休謨 - 哲學家
- 詹姆斯·馬克士威 - 物理學家
- 亞歷山大·弗萊明 - 生化學家
- 威廉敏娜·弗萊明 - 天文學家
- 詹姆斯·瓦特 - 發明家
- 約翰·登祿普 - 發明家
- 詹姆斯·杜瓦 - 化學家
- 沃爾特·司各特 - 作家
- 柯南·道爾 - 作家
- 羅伯特·路易斯·史蒂文森 - 作家
- J·K·羅琳 - 作家
- 羅伯特·伯恩斯 - 詩人
- 托尼·布莱尔 - 英国前首相
- 戈登·布朗 - 英國前首相
- 莊士頓 - 中國末代皇帝溥儀的教師
- 黛博拉·寇兒 - 演員
- 史恩·康納萊 - 演員
- 埃里克·利德爾 - 田徑運動員，基督教傳教士
- 斯蒂芬·亨得利 - 斯諾克運動員
- 約翰·希金斯 - 斯諾克運動員
- 安迪·莫瑞 - 職業網球運動員
- 极地双子星 - 樂團
- 詹姆斯·麥艾維 - 演員
- 傑拉德·巴特勒 - 演員
- 貝爾與塞巴斯蒂安 - 獨立流行樂團
- 凱文·哈里斯 - DJ
- 大衛·田納特 - 演員

## 教育

### 大學及部分學院

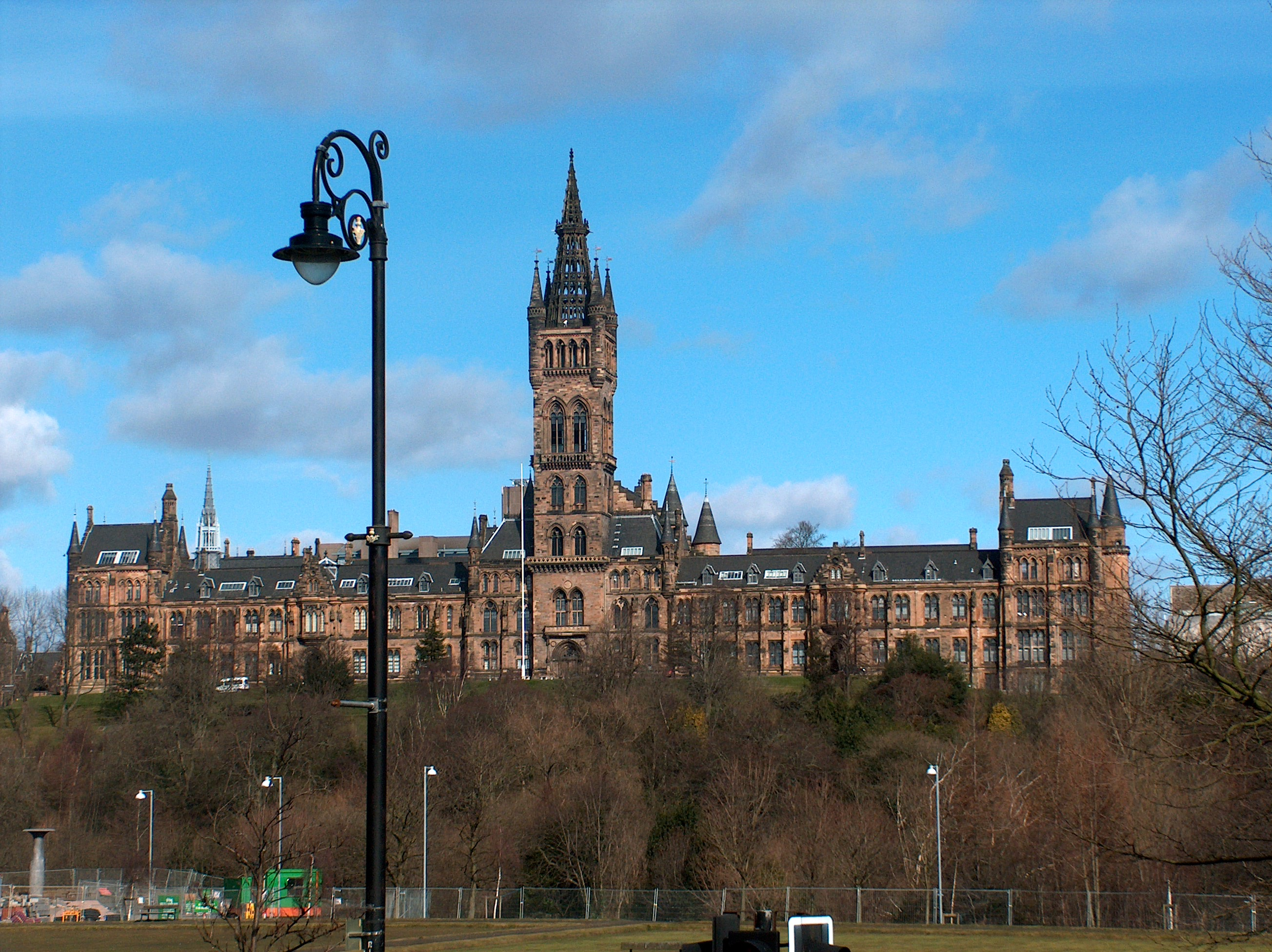
格拉斯哥大學

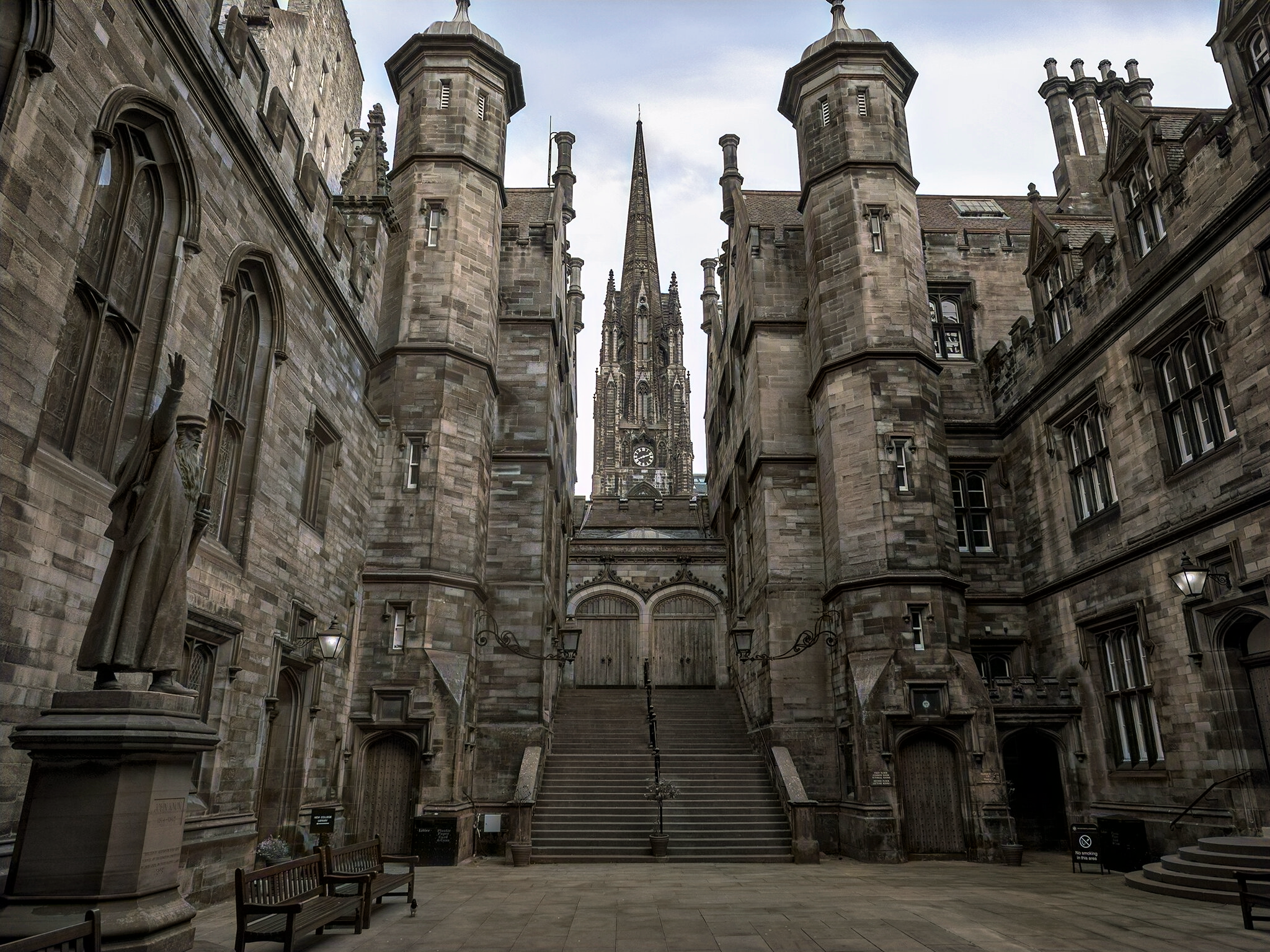
愛丁堡大學新學院

- 亞伯丁
  - 阿伯丁大學
  - 罗伯特戈登大學
- 鄧迪
  - 鄧迪大學
  - 亞伯泰丹地大學
- 格拉斯哥格拉斯哥大學
  - 格拉斯哥大學
  - 格拉斯哥卡利多尼安大學
  - 格拉斯哥藝術學校
  - 史特拉斯克莱德大學
  - 蘇格蘭皇家音樂學院
- 高地與離島區
  - 高地與群島大學
- 愛丁堡愛丁堡大學新學院
  - 愛丁堡大學
  - 愛丁堡藝術學院
  - 赫瑞瓦特大學
  - 愛丁堡納皮爾大學
  - 瑪格麗特皇后大學
  - 蘇格蘭農業學院（英语：Scottish Agricultural College）
- 聖安德鲁斯
  - 聖安德鲁斯大學
- 史特靈
  - 斯特靈大學
- 其他
  - 西蘇格蘭大學

## 外部連結
- 蘇格蘭政府 （页面存档备份，存于）
- 蘇格蘭议会
- 蘇格蘭照片 （页面存档备份，存于）